# Národní listy
Národní listy (en español: Periódico Nacional) fue un periódico checo publicado en Praga de 1861 a 1941.

## Historia
La decisión de iniciar el Národni listy comenzó en septiembre de 1860. El primer número del periódico se publicó por primera vez en enero de 1861 en una edición de 7.000 copias.
De 1861 a 1894 fue publicado por Julius Grégr; desde 1874 fue el principal periódico del Partido de los Jóvenes Checos. La familia Grégr fue propietaria y publicó el periódico hasta 1910; cuando fue transferido a la imprenta Pražská akciová tiskárna fundada por otros dos miembros del Partido de los Jóvenes Checos, Karel Kramář y Alois Rašín.
En octubre de 1917, los hermanos Josef Čapek y Karel Čapek se unieron al personal como escritores, pero se fueron en abril de 1921 cuando el periódico cambió hacia orientaciones nacionalistas cada vez más estrechas. El documento fue suspendido brevemente unos meses antes del Día de la Independencia de Checoslovaquia (28 de octubre de 1918).
De 1918 a 1938 fue el principal periódico del Partido Nacional Demócrata (Checoslovaquia) y la Unificación Nacional, ambos dirigidos por Karel Kramář. Después de la ocupación nazi de Checoslovaquia, funcionó como el periódico de Asociación Nacional, el único partido político que estaba permitido. En abril de 1941 dejó de publicarse.

## Editores prominentes
Jan Neruda, Vitezslav Hálek, Karel Sladkovský, editor Josef Anýž, Karel Čapek, Chod Matthew, Josef Čapek, Viktor Dyk, Jindriska Konopásková, Jakub Arbes.